# Medalla del motí de l'Índia
La Medalla del Motí de l'Índia (anglès: Indian Mutiny Medal) va ser una medalla de campanya aprovada l'agost de 1858, per als oficials i homes de les unitats britàniques i índies que van servir en les operacions de repressió de la rebel·lió índia de 1857.

## Història
La medalla va ser sancionada inicialment per atorgar-les a les tropes que havien estat involucrades en acció contra els amotinats. No obstant això, el 1868 el premi es va estendre a tots aquells que havien portat armes o que havien estat sota foc, incloent-hi persones com membres del poder judicial indi i del funcionariat indi, que es van veure atrapats en la lluita. Es van lliurar unes 290.000 medalles. El 1862, la mascota del 95è Regiment a Peu (Derbyshire) , Private Derby, va rebre la medalla del motí indi a Poona.

## Disseny
L'anvers representa el cap diademat d'una jove reina Victòria amb la llegenda VICTORIA REGINA , dissenyada per William Wyon. El revers mostra una Britannia amb casc sostenint una corona a la mà dreta i un escut d'unió al braç esquerre. Està parada davant d'un lleó. A dalt hi ha la paraula INDIA , amb les dates 1857–1858 a continuació. El revers va ser dissenyat per Leonard Charles Wyon, que també va gravar el dau de la medalla.
La cinta d'1,25 polzades (32 mm) d'ample és blanca amb dues ratlles escarlata, amb cada ratlla d'amplada igual. El nom i la unitat del destinatari estan impresos a la vora de la medalla en majúscules romanes.

### Fermalls
Es van autoritzar cinc fermalls, tot i que el màxim concedit a un home era de quatre. Els fermalls es llegeixen cap avall des de la part superior de la medalla.
Delhi
30 de maig – 14 de setembre de 1857 . Atorgat a les tropes que participen en la reconquesta de Delhi.
Defensa de Lucknow
29 de juny – 22 de novembre de 1857 . Atorgat als defensors originals de Lucknow , inclosos els mestres i nois de La Martinière College de Lucknow que van escapar a la Residency i van ajudar en la seva defensa, i a la primera força de socors comandada per Sir Henry Havelock.
Relleu de Lucknow
novembre de 1857 . Atorgat a la segona força de socors de Lucknow sota el comandament de Sir Colin Campbell.
Lucknow
novembre de 1857 – març de 1858 . Atorgat a les tropes sota el comandament de Sir Colin Campbell que es van dedicar a les operacions finals que van portar a la rendició de Lucknow i la neteja de les zones circumdants.
Índia central
gener – juny 1858 . Atorgat pel servei durant la campanya de l'Índia Central, inclosos els que van servir sota el comandament del Major-General Sir Hugh Rose en accions contra Jhansi, Kalpi i Gwalior. També als que van servir amb el Major-General Roberts a la força de camp de Rajputana i el Major-General Whitlock de la columna de Madras.
La medalla es va lliurar sense un fermall als qui servien, però no estaven presents durant aquestes grans operacions. La majoria d'aquests premis es van concedir com a resultat de l'extensió de l'elegibilitat de 1868.